# إبراهام دريك
إبراهام دريك (بالإنجليزية: Abraham Drake)‏ هو ضابط أمريكي، ولد في 4 ديسمبر 1715 في هامبتون في الولايات المتحدة، وتوفي في 1 أغسطس 1781.